# 始元 (南詔)
始元（しげん）は、大長和の鄭仁旻の時代に使用された元号。910年 - 使用期間不詳。

## 概要
諸書には改元が5度行われ、始元、天瑞景星、安和、貞祐、初暦が史料で確認できる。また明代の史家の沈徳符は更に孝治の存在を主張している。
『雲南志略』によれば鄭仁旻は在位期間が18年となるが、始元の使用開始年以外はその使用期間は不明である。